# Bernardo Dessau
Bernardo Dessau (Offenbach am Main, 13 agosto 1863 – Perugia, 17 novembre 1949) è stato un fisico tedesco naturalizzato italiano.

## Biografia
Figlio del rabbino Samuel Dessau e fratello minore dello storico Hermann Dessau, il giovane Bernhard inizia i suoi studi di fisica nel 1884 prima a Berlino e poi a Strasburgo, dove si laurea nel 1886 con August Kundt.
Dal 1889 inizia a lavorare, come assistente, presso l'Università di Padova e poi, dal 1891, all'Università di Bologna, dove  collabora con Augusto Righi alle ricerche sulle onde elettromagnetiche. 
A Bologna, dal 1900 al 1903, dirige il locale Osservatorio astronomico e meteorologico. Negli stessi anni si dedica al nascente movimento sionista, divenendone uno dei maggiori esponenti italiani.
Nel 1904 è chiamato dall'Università di Perugia dove rimane fino al 1935 come professore straordinario di fisica sperimentale, quindi la nomina a professore emerito. Dal 1929, è anche membro del CNR.
Nel 1937 riceve l'onorificenza di Cavaliere dell'Ordine della Corona d'Italia.
Marito dell’artista Emma Goitein, era il padre dell'ingegnere minerario e geologo Gabor Dessau (Perugia, 1907 – Pisa, 1983), docente all'Università di Pisa.

## Alcune pubblicazioni
- Con A. Righi, La telegrafia senza filo. Zanichelli, Bologna, 1903.
- Die physikalisch-chemischen Eigenschaften der Legierungen. Vieweg, Braunschweig, 1910.
- Manuale di fisica ad uso delle scuole secondarie e superiori, 3 voll., Società Editrice Libraria, Milano, 1912-18.